# Áyios Konstandínos (ort i Grekland, Grekiska fastlandet, Fthiotis)
Áyios Konstandínos (Agios Konstantinos) är en ort i Grekland.   Den ligger i prefekturen Fthiotis och regionen Grekiska fastlandet, i den centrala delen av landet, 110 km nordväst om huvudstaden Aten. Áyios Konstandínos ligger 16 meter över havet och antalet invånare är 2 471.
Terrängen runt Áyios Konstandínos är kuperad åt sydväst, men åt nordost är den platt. Havet är nära Áyios Konstandínos norrut. Runt Áyios Konstandínos är det ganska glesbefolkat, med 50 invånare per kvadratkilometer. Närmaste större samhälle är Atalánti, 16,9 km sydost om Áyios Konstandínos. 